# Maximilian Carl von Martial
Maximilian Carl von Martial (* um 1665 in Frandeux, Grafschaft Rochefort nahe Namur; † 13. April 1743 auf Burg Veynau bei Euskirchen), auch Johann Baptist Maximilian Carl von Martial, Jean Baptiste Maximilien Charles de Martial oder einfach nur Jean Baptiste de Martial, war ein kurpfälzischer Generalfeldmarschall, Generaladjutant, Geheimer Rat, Oberamtmann und Baron. Er entstammt dem Adelsgeschlecht Martial.

## Leben
Er wurde als Sohn des Lambert de Martial und der Madeleine de Scoville im ehemals Burgundischen Reichskreis geboren. De Martial besuchte die Militärakademie am Hofe zu Rochefort und verließ diese im Jahre 1685. Kurze Zeit später wurde er von dem Deutschen Kaiser, dem Erzherzog von Österreich Leopold I., mit vielen anderen Verbänden aus allen Reichskreisen in die Schlacht gegen die Osmanen gerufen. Bereits vorher verzichtete er 1682 auf große Teile seines Besitzes von Schloss Frandeux zu Gunsten seines Bruders Cyriaque Albert de Martial.
Um 1688 kämpfte de Martial für die Kaiserlichen Truppen in Ungarn gegen die Türken und wurde 1688/89 schwer verwundet. In seiner Adelsbestätigung von 1708 heißt es 

„auch die getreue und angnehme langwierige Kriegsdiensten, welche dem glorwürdigen Ertzhaus Österreich von Jugend auff in unterschiedlichen occasionen mit emportierung nicht geringer blessuren“

In seiner Heimat wurde er wegen unzureichender Informationen aus dem Kriegsgebiet für tot erklärt und sein restlicher Besitz im September 1689 unter den Geschwistern aufgeteilt (Fundus Bohomme / Archiv Namur).
Am 20. März 1698 trat er als Oberst in die Dienste des Kurfürsten von Bayern, Maximilian II.Emanuel. Unter dessen Kommando kämpfte er 1688 in den "Türkenkriegen" bei der Schlacht um Belgrad.
Um 1700 wurde er Generaladjutant des Pfalzgrafen, später Geheimrat (Ernennung 27. April 1713) und 1711 Oberamtmann. zu Simmern (Ernennungsurkunde datiert 8. März 1718). Mit seiner Frau, Anna Maria Agnes von Baexen zu Veynau, Heirat am 28. November 1692, (Kirchenbucheintrag, Köln, Schnurgasse)...„de Martial, Maximilien Charles, Capitaneus desultoriorum und Maria Anna von Baexen...“ bezog er das, von Johann Wilhelm neu erbaute, Schloss zu Simmern.
1711 wurde er wegen treuer Dienste in den Reichsfreiherrenstand erhoben und sein altes Adelsprädikat bestätigt „General Adjutanten Johann Baptist Maximilian Carl von Martial dessen Eheliche leibsz Erben und derselben Erbensz Erben mann und weiblichen Geschlechts für und für in Ewigkeit für rechtmeszig gebohrne freyherren zu halten, also zu nennen, titulieren, schreiben, erkennen, achten, ehren und respectieren ... und ohne eintzige irrung gebrauchen und genieszen zu lassen.“
Bereits vor 1711 war er mit verschiedenen Aufgaben im Rahmen des Spanischen Erbfolgekrieges betraut. So reiste er des Öfteren an verschiedene  Kriegsschauplätze z. B. nach Flandern und erstattete dem Pfalzgrafen Bericht. Er bereitete die Ankunft des Prinzen von Eugen 1711 in Gronsfeld vor, führte Verhandlungen mit dem Grafen Schaesberg oder erledigte diverse wichtige Aufträge für den Grafen Salm oder den Grafen von Nassau. In Simmern hielt er sich bis 1714 selten auf. Die Amtsgeschäfte übernahmen sein Schwiegersohn, der Landschreiber Beissel von Gymnich, oder die ihm zur Seite gestellte offizielle Vertretung, sein Sohn Johann Anton von Martial, welcher 1738 (bis 1740) das Oberamt gänzlich übernahm.
Irritationen bei dem Pfalzgrafen und eine Beschwerde der Französischen Seite löste die Exekution des Französischen Brigadiers zu Kirn, Kleinholtz, seitens des Max Carl von Martial, im September 1714 aus. Kleinholtz, ein Religiöser Fanatiker, drang mit einigen bewaffneten Soldaten in Simmern ein, ließ unter anderen, den Wörrstadter Oberschultheiß Klick nach Kirn ins Gefängnis schleppen und pochte auf eine rasche Rekatholisierung (wie im Rijswijker Vertrag festgeschrieben) des Protestantischen Simmern. Von Martial, der als Oberamtmann die Gerichtsbarkeit für Simmern und Umgebung innehatte, ließ daraufhin den Brigadier festnehmen. Seine nicht mit dem Kurfürsten oder seinem direkten Vorgesetzten, dem Grafen von Velen, abgestimmte Handlungsweise führte dazu, dass eine beabsichtigte Beförderung auf später verschoben wurde.
Um 1720 ließ die Familie von Martial die von den Franzosen beschädigte Burg Veynau, Stammhaus der Familie von Baexen zu Veynau, im barocken Stil zu einem Wasserschloss umbauen.
1736 wurde Johann Baptist Max Carl von Martial zum Generalfeldmarschall-Leutnant der Kavallerie ernannt. Am 17. August 1736 erhielt Max Carl von Martial den höchsten zu vergebenen militärischen Rang, er wurde Generalfeldmarschall, was einem Ministerposten gleichkam. Sein politischer Einfluss auf Johann Wilhelm, dessen persönlicher Berater er lange Jahre war, liegt im Dunkeln.
Beerdigt wurde von Martial bei der Patronatskirche der Burg Veynau St. Medardus in Wißkirchen.

## Belege
1. ↑  Deduktion der Rechte des Herzogs Karl Franz Wilhelm Ferdinand von Looz von Johann Michael Franz Birnbaum
2. ↑  Peusquens 2007 (BSB-Hss Cgm 1665, Fol. 69)
3. ↑  Peusquens 2007 (BSB-Hss Cgm 1665, Fol. 155)
4. ↑  Johann Friedrich Schannat: Abschnitt Moerstroff bzw. Moersdorf. In: Eiflia illustrata oder geographische und historische Beschreibung der Eifel. 1855, S. 264, abgerufen am 26. Februar 2019.
5. ↑  Staatsarchiv Belgien Inventaire des archives de la famille de Bonhome / C. Douxchamps-Lefevre
6. 1 2  Adelsdiplom 1708/1711 von Martial, Bayerisches Hauptstaatsarchiv München, Kasten schwarz-3621
7. ↑  Inventaire des archives de la famille de Bonhome. Staatsarchiv Belgien, abgerufen am 6. Mai 2025.
8. ↑  P. Alexandre PRUVOST: Vie du R. P. Philippe de Scouville, de la Compagnie de Jésus. 1866, S. 262 (französisch, eingeschränkte Vorschau in der Google-Buchsuche [abgerufen am 26. Februar 2019] Fußnote 1): « Jean-Baptiste-Maximilien de Martial, enseigne-colonel au régiment de l'électeur de Bavière, 20 mars 1698. »
9. ↑  Genealogie der Herren und Freiherren von Bongart. In: genealogy.net. Abgerufen am 5. Mai 2025.
10. ↑  Titul und Namenbuch von Ihrer Kurfürstlichen Durchleucht zu Pfaltz gesammten Hofstaat anno 1723 Carl Phillip 1716–1742 (Seite nicht mehr abrufbar, festgestellt im Mai 2018. Suche in Webarchiven)
11. ↑  Kölner Generalvikariatsprotokolle vor 1700
12. ↑  Willkommen beim Portal der Archive in NRW. Abgerufen am 5. Mai 2025.
13. ↑  Versuch einer vollständigen geographisch-historischen Beschreibung... Band 3 von Johann Goswin Widder
14. ↑  Willkommen beim Portal der Archive in NRW. Abgerufen am 5. Mai 2025.
15. ↑  Burgenwelt - Veynau - Deutschland. Abgerufen am 2. Juni 2018.